# Cornell University

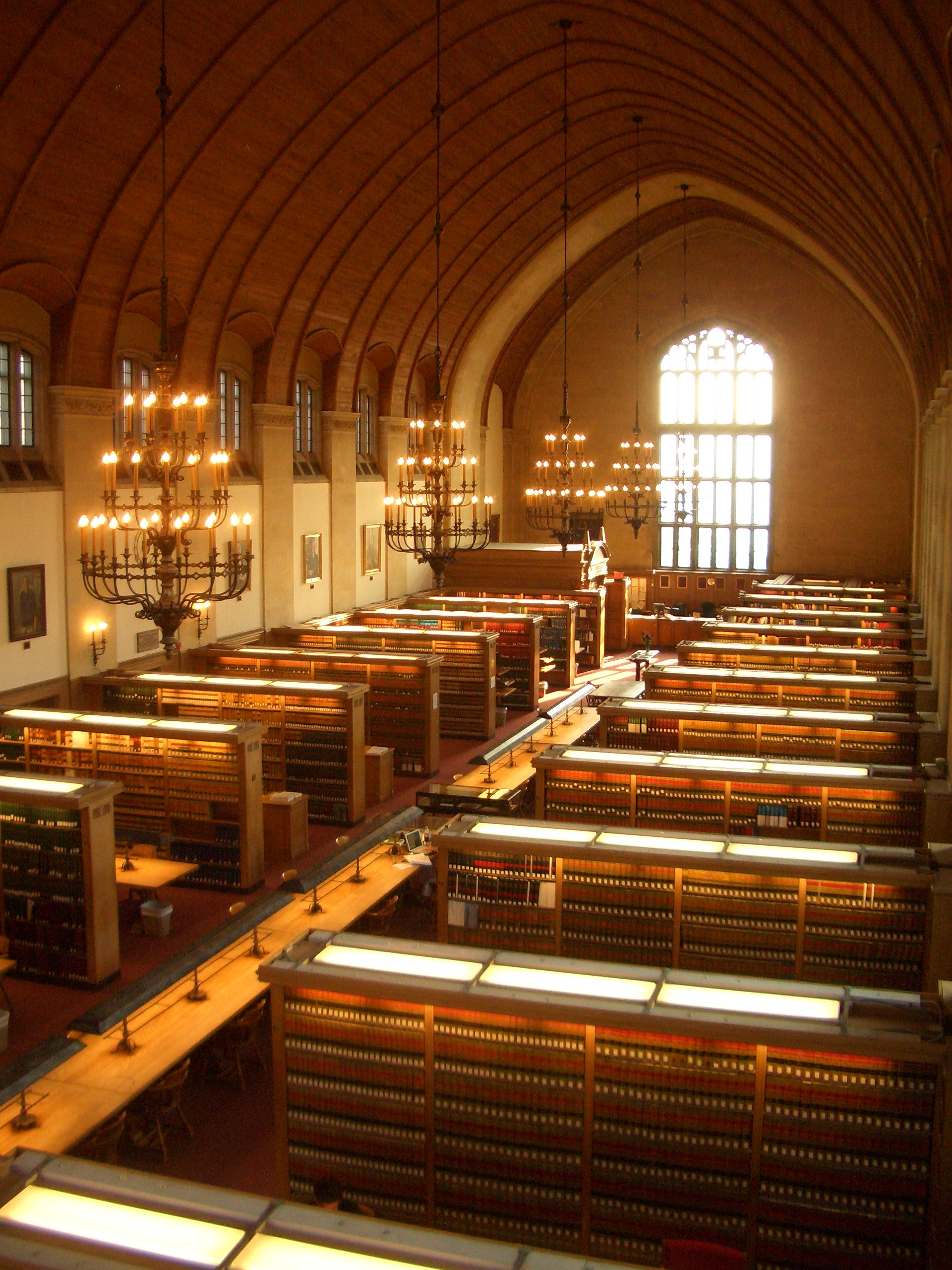
Die juristische Bibliothek

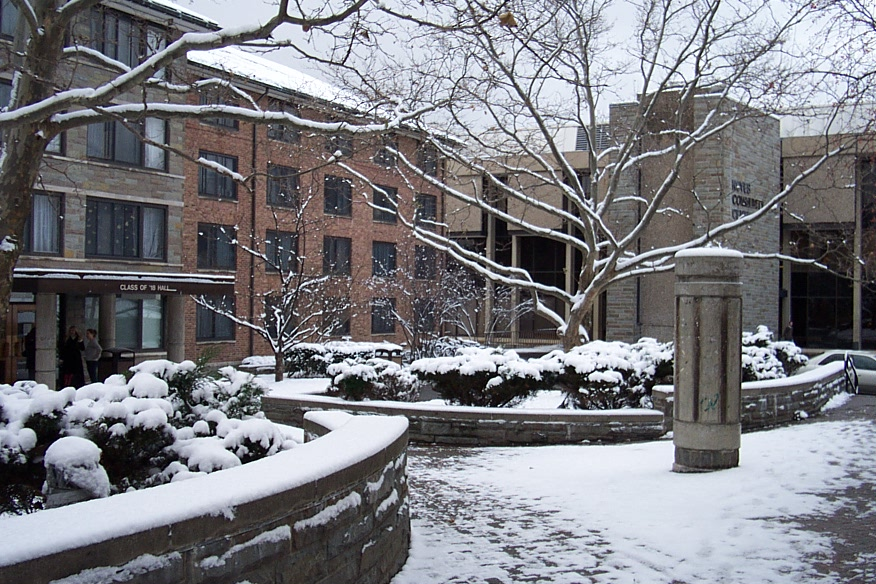
Der Westcampus

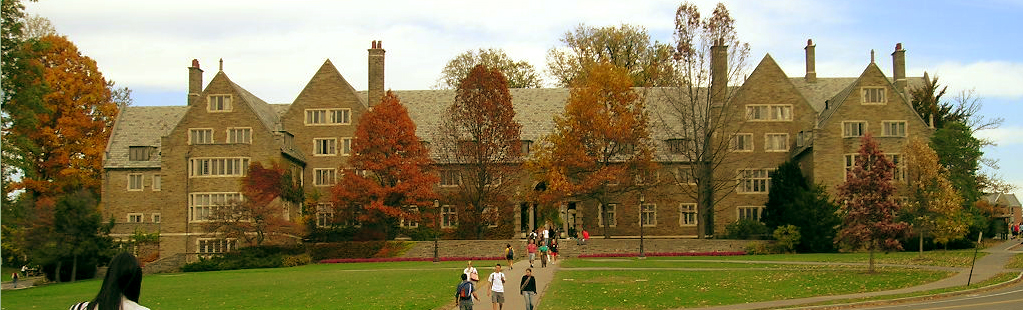
Die Balch Halls

Die Cornell University (kurz: Cornell) ist eine US-amerikanische Privatuniversität mit Hauptcampus in Ithaca, New York. Sie ist eine der acht Universitäten der Ivy League und zählt zu den renommiertesten Universitäten der Welt.

## Geschichte und Gegenwart
Die Gründung erfolgte 1865 durch Ezra Cornell, einen Geschäftsmann und Pionier der Telekommunikationsindustrie, und Andrew Dickson White, einen bekannten Gelehrten und Politiker. Das 1865 von Ezra Cornell formulierte Motto der Hochschule ist „I would found an institution where any person can find instruction in any study“ („Ich wollte eine Institution gründen, an der jede Person jedes Fach studieren kann“); in Kurzform findet es sich im Wappen der Universität.
Heute studieren mehr als 20.000 Personen an den drei Hauptstandorten in Ithaca, New York City (Humanmedizin sowie Cornell Tech) und Doha (Katar). Cornell ist ein zahlenmäßig großes Mitglied der Ivy League und kann bis heute auf 61 Nobelpreisträger unter den Studenten und Fakultätsangehörigen verweisen. Die Universität schneidet in diversen Rankings regelmäßig unter den besten 15 der Welt ab. Das QS Ranking listet sie 2018 auf Platz 14 weltweit. Die Cornell University gehört zu den Top 10 Universitäten innerhalb der USA. Die Aufnahmequote für den Absolventenjahrgang 2022 liegt bei 10,3 %.
Die Cornell University ist Mitglied der Association of American Universities, eines seit 1900 bestehenden Verbundes führender forschungsintensiver nordamerikanischer Universitäten und hat Gaststatus in der Euroleague for Life Sciences.
Im Dezember 2011 wurden Pläne für eine große Graduiertenschule von Technion und Cornell University am Standort New York veröffentlicht: Auf Roosevelt Island entstand auf dem bisherigen Gelände des Goldwater Memorial Hospital ein neuer Campus. Private Spenden trugen signifikant zur Finanzierung bei. Beispielsweise haben Chuck Feeney $350 Millionen Dollar und die Bloomberg Foundation $100 Millionen Dollar beigesteuert. Neben dem Schwerpunkt auf Ingenieurstudiengänge werden auch Abschlüsse der Business School (MBA) und der Law School (LL.M.) in New York City angeboten. Zum Herbstsemester 2017 wurde der reguläre Lehrbetrieb des Cornell Tech aufgenommen.

## Organisation

### Undergraduate Colleges und Schools
- Architektur, Kunst und Planung
- Hotelverwaltung
- Human Ecology
- Industrie- und Arbeitsbeziehungen
- Ingenieurwissenschaften
- Künste und Wissenschaften
- Landwirtschaft und Life Sciences

### Graduate Colleges und Schools
- Medizin (Weill Cornwall Medical in New York City gelegen)
- Medizin (auf dem Campus in Katar)
- Medizinwissenschaften (Weill Graduate School of Medical Sciences)
- Rechtswissenschaften (Hauptcampus Ithaca (J.D. sowie LL.M.); Cornell Tech in New York City (LL.M.))
- Tiermedizin
- Wirtschaftswissenschaften (Samuel Curtis Johnson Graduate School of Management)
- Graduate School
- School of Civil and Environmental Engineering

### Sonstige Einrichtungen
- Das 1915 gegründete Cornell Lab of Ornithology ist eine international profilierte Non-Profit-Einrichtung der ornithologischen Forschung und des Vogelschutzes mit vielen über Nordamerika verteilten Webcams zur Vogelbeobachtung und 78.000 registrierten Unterstützern.[9] Mit dem Labor verbunden ist die Macaulay Library (Macaulay-Bibliothek).
- Der Cornell-Elektron-Positron-Speicher-Ring (CESR) auf dem Campus ist ein Elektron-Positron-Collider mit der Cornell High Energy Synchrotron Source (CHESS) als Energiequelle und der Strahlenbeugungsvorrichtung MacCHESS (Macromolecular Diffraction Facility at CHESS).
- Die Samuel Curtis Johnson School gibt die Zeitschrift Administrative Science Quarterly heraus, welche nach Ilídio Barreto (2010) zu den acht international führenden Management-Zeitschriften gehört („Basket of Eight“ der Management-Journals).
- Im Film Dirty Dancing hat der Sohn des Hotel-Resort-Eigentümers, bei dem die Familie den Sommer verbringt, an der Cornell Hotel School studiert. Sie rangiert im entsprechenden weltweiten Ranking auf dem ersten Platz, auf dem Campus befindet sich das Fünf-Sterne-Statler Hotel, das von den Hotelschülern betrieben wird. Auch Peter McDermot, Hauptfigur in Arthur Hailey’s Roman Hotel und in dessen Verfilmungen, ist Absolvent von Cornell.
- 2015 wurde an der Cornell das Carl-Sagan-Institute – Pale Blue Dot and Beyond gegründet, die österreichische Astronomin und Astrophysikerin Lisa Kaltenegger ist seine Leiterin.[10]

## Zahlen zu den Studierenden
Im Herbst 2021 waren 25.582 Studierende an der Universität. Davon strebten 15.503 (60,6 %) ihren ersten Studienabschluss an, sie waren also undergraduates. Von diesen waren 54 % weiblich und 46 % männlich. 7.101 (27,8 %) arbeiteten auf einen weiteren Abschluss hin, sie waren graduates und weitere 2.978 waren Fachstudenten.
2015 waren 21.904 Studierende eingeschrieben.

## Sport
Die Sportteams von Cornell sind die Big Red. Die Cornell University ist Mitglied in der Ivy League.

## Persönlichkeiten
- Dorothy Brady (1903–1977), Mathematikerin, Ökonomin und Hochschullehrerin
- Arthur Ashkin (1922–2020), Nobelpreisträger der Physik
- Sandra Bem (1944–2014), Psychologin, Pionierin der Gender Studies
- Hans Bethe (1906–2005), Nobelpreisträger der Physik (Bethe-Weizsäcker-Formel)
- Malcolm Bilson (* 1935), Pianist
- Nora Stanton Blatch Barney (1883–1971), Bauingenieurin, Architektin und Suffragette
- Helen Brewster Owens (1881–1968), Mathematikerin, Hochschullehrerin und Frauenrechtlerin
- Jean Broadhurst (1873–1954), Botanikerin, Bakteriologin und Hochschullehrerin;bekannt für ihre Arbeit beim Nachweis des Masernvirus
- Urie Bronfenbrenner (1917–2005), Entwicklungspsychologe
- Pearl S. Buck (1892–1973), Nobelpreisträgerin für Literatur
- Willis Carrier (1876–1950), Maschinenbauer und Unternehmensgründer
- Edmund M. Clarke (1945–2020), Informatiker und Turing-Preisträger
- Alice Carter Cook (1868–1943), Botanikerin und Autorin
- Harry Coover (1917–2011), Chemiker, Entwickler des Sekundenklebers
- Ann Coulter (* 1961), Publizistin
- Harriet B. Creighton (1909–2004), Mitentdeckerin des crossing over beim Mais
- Henrique de Curitiba (1934–2008), polnisch-brasilianischer Komponist
- Louis Dale (* 1988), Basketballspieler
- Tom DeMarco (* 1940), Autor für Softwareentwicklung
- Joe De Sena (* 1969), Gründer des Death Race und des Spartan Race
- Jörg Dräger (* 1968), Wissenschaftssenator der Freien und Hansestadt Hamburg
- Ken Dryden (* 1947), kanadischer Eishockeytorwart, Autor, Jurist und Politiker
- Eugene Dynkin (1924–2014), Mathematiker, entwickelte die Dynkin-Diagramme zur Klassifizierung von Lie-Algebren
- Richard Fariña (1937–1966), Schriftsteller und Musiker
- Chuck Feeney (1931–2023), Unternehmer und Philanthrop
- Richard Feynman (1918–1988), Nobelpreisträger der Physik
- Reginald Fils-Aime (* 1961), Präsident von Nintendo of America
- Michael E. Fisher (1931–2021), Physiker
- Laura Fortino (* 1991), Eishockeyspielerin
- George Friedman (* 1949), Direktor des Think Tank „Stratfor“
- Alexander S. Gilmour, Jr. (1931–2023), Elektroingenieur, Autor von Monografien über Laufzeitröhren
- Ruth Bader Ginsburg (1933–2020), Richterin am amerikanischen Obersten Gerichtshof
- Sheldon Glashow (* 1932), Nobelpreisträger für Physik
- Thomas Gold (1920–2004), Astrophysiker
- Greg Graffin (* 1964), Sänger der Band „Bad Religion“
- Otto Hahn (1879–1968), Entdecker der Kernspaltung und Nobelpreisträger für Chemie
- Laurens Hammond (1895–1973), Erfinder der Hammond-Orgel
- Roald Hoffmann (* 1937), Nobelpreisträger für Chemie
- Nikola Holmes (* 1981), Eishockeyspielerin
- Anna Mayme Howe (1883–1976), Mathematikerin und Hochschullehrerin
- Rafael Larco Hoyle (1901–1966), Archäologe
- Hu Shi (1891–1962), chinesischer Philosoph, Philologe und Politiker
- Frank Hunter (1894–1981), Tennisspieler
- Dakis Joannou (* 1939), zyprischer Industrieller und Sammler zeitgenössischer Kunst
- Charlotte Kämpf (* 1954), deutsche Biologin und Umweltwissenschaftlerin
- Anna  Keichline (1889–1943), Architektin und Erfinderin
- Charles Brady King (1868–1957), Ingenieur, Automobilpionier, Unternehmer und Erfinder
- Rem Koolhaas (* 1944), Architekt
- Stephen D. Krasner (* 1942), amerikanischer Politologe
- Numan Kurtulmuş (* 1959), Professor und Politiker
- Frederic C. Lane (1900–1984), Wirtschaftshistoriker, insbesondere Venedigs
- Lee Teng-hui (1923–2020), ehemaliger taiwanischer Präsident
- Huey Lewis (* 1950), Rockmusiker
- Farhad Manjoo (* 1978), Journalist
- Barbara McClintock (1902–1992), Nobelpreis in Physiologie; Mitentdeckerin des crossing over beim Mais, Entdeckerin der Transposons
- Douglas McIlroy (* 1932), Informatiker, Mathematiker, Ingenieur und Programmierer
- N. David Mermin (* 1935), Physiker
- Robert Moog (1934–2005), Erfinder des Moog-Synthesizers
- Toni Morrison (1931–2019), Nobelpreisträgerin für Literatur
- Matt Moulson (* 1983), Eishockeyspieler
- Vladimir Nabokov (1899–1977), Schriftsteller, Literaturwissenschaftler und Schmetterlingsforscher
- John Naisbitt (1929–2021), Autor, Zukunftsforscher
- Riley Nash (* 1989), Eishockeyspieler
- Claudia Neuhauser (* 1962), deutsch-amerikanische Mathematikerin und Hochschullehrerin
- Joe Nieuwendyk (* 1966), Eishockeyspieler und -funktionär
- George Nicolas Papanicolaou (1883–1962), Mediziner und Entwickler des Pap-Abstrichs
- Valerio Olgiati (* 1958), Architekt und Universitätsprofessor
- Albert T. Olmstead (1880–1945), Assyriologe und Orientalist
- Mary Locke Petermann (1908–1975), Chemikerin und Hochschullehrerin
- Thomas Pynchon (* 1937), Schriftsteller
- Christopher Reeve (1952–2004), Schauspieler (u. a. Superman)
- Steve Reich (* 1936), Komponist
- Lauriane Rougeau (* 1990), Eishockeyspielerin
- Irene Rosenfeld (* 1953), Vorstandsvorsitzende von Mondelēz International
- Matt Ruff (* 1965), Schriftsteller
- Joakim Ryan (* 1993), Eishockeyspieler
- Carl Sagan (1934–1996), Astronom, ausgezeichnet mit der NASA Distinguished Service Medal und dem Pulitzer-Preis
- Gerard Salton (1927–1995), Informatiker und Informationswissenschaftler
- Jacob Gould Schurman (1854–1942), Professor für Philosophie (1886–1892). Später Botschafter der USA in Deutschland
- Sang-Hyun Song (* 1941), Präsident und Richter am Internationalen Strafgerichtshof
- Gayatri Chakravorty Spivak (* 1942), Theoretikerin des Postkolonialismus
- Brooks Stevens (1911–1995), amerikanischer Industriedesigner
- Ratan Tata (1937–2024), Manager und Unternehmer
- William Thurston (1946–2012), Mathematiker, erhielt 1982 die Fields-Medaille für seine Ideen zur Geometrisierung dreidimensionaler Mannigfaltigkeiten
- Cody Töpper (* 1983), Basketballspieler
- Tsai Ing-wen (* 1956), Präsidentin von Taiwan
- Oswald Mathias Ungers (1926–2007), Architekt
- Anna Lavinia Van Benschoten (1866–1927), Mathematikerin und Hochschullehrerin
- Joseph Dommers Vehling (1879–1950), Koch, Autor, Übersetzer, Kochbuchhistoriker und Sammler
- Kurt Vonnegut (1922–2007), Schriftsteller
- Duncan Watts (* 1971), Soziologe
- Jake Weidner (* 1992), Eishockeyspieler
- Sanford I. Weill (* 1933), Aufsichtsratsvorsitzender der Citibank
- Steven Weinberg (1933–2021), Nobelpreisträger für Physik
- Harvey D. Williams (1864–1931), Dozent, Ingenieur und Erfinder
- Paul Wolfowitz (* 1943), ehem. Präsident der Weltbank
- Georg Henrik von Wright (1916–2003), Philosoph
- Francine Blau (* 1946), Arbeitsökonomin, ausgezeichnet mit dem IZA Prize in Labor Economics
- Raphael Zuber (* 1973), Architekt
- Emin Gün Sirer, Informatiker

## Sonstiges
1907/8 unternahmen drei Universitätsangehörige die Cornell Expedition to Asia Minor and the Assyro-Babylonian Orient.
Die Cornell University ist der Schauplatz des Romans Fool on the Hill von Matt Ruff. Zudem wurde der Film Der Volltreffer unter anderem auf dem Campus der Cornell University gedreht. Die Cornell Plantations, ein botanischer Garten, gehören der Cornell University und liegen auf dem Gebiet der Town of Ithaca.
Der Asteroid (8250) Cornell wurde 1999 nach der Universität benannt.
Die Cornell University hat landesweit die meisten Fraternities. Wie alle Ivy-League-Universitäten hat auch Cornell eine Alma Mater, die traditionelle Universitätshymne.
Alma Mater (Far Above Cayuga's Waters)

Far above Cayuga’s waters,

With its waves of blue,

Stands our noble Alma Mater,

Glorious to view.

Lift the chorus, speed it onward,

Loud her praises tell;

Hail to thee, our Alma Mater!

Hail, all hail, Cornell!

Far above the busy humming

Of the bustling town,

Reared against the arch of heaven,

Looks she proudly down.

Lift the chorus, speed it onward, ...